# Gladstone's Land
Gladstone's Land er en bevaret lejlighedsbygning fra 1600-tallet, der ligger i Old Town i Edinburgh, Skotland. Det er blevet restaureret og møbleret af National Trust for Scotland, og det drives i dag som turistattraktion.

Oprindeligt blev det "Land" opført i 1550, men blev købt og ombygget i 1617 af en rig købmand ved navn Thomas Gledstanes, og hans kone, Bessie Cunningham.
Gladstone's Land var lukket fra februar 2020 til maj 2021, og blev restaureret for £1,5 mio.